# Skalø
Skalø är en ö i Danmark. Den ligger i Region Själland, i den sydöstra delen av landet. Ön hade 6 invånare 2010 som var det sista året befolkningen redovisades separat.
Skalø har förbindelse till Fejø med en vägbank. Arean är 0,97 kvadratkilometer. Terrängen är mycket platt. Öns högsta punkt är 7 meter över havet. Den sträcker sig 1,4 kilometer i nord-sydlig riktning, och 1,2 kilometer i öst-västlig riktning.